# Kravattnet
Kravattnet är en sjö i Örnsköldsviks kommun i Ångermanland och ingår i Gideälvens huvudavrinningsområde. Sjön är 6,8 meter djup, har en yta på 0,287 kvadratkilometer och är belägen 195 meter över havet.

## Delavrinningsområde
Kravattnet ingår i det delavrinningsområde (705744-163579) som SMHI kallar för Utloppet av Kravattnet. Medelhöjden är 208 meter över havet och ytan är 1,24 kvadratkilometer. Det finns inga avrinningsområden uppströms utan avrinningsområdet är högsta punkten. Vattendraget som avvattnar avrinningsområdet har biflödesordning 2, vilket innebär att vattnet flödar genom totalt 2 vattendrag innan det når havet efter 57 kilometer. Avrinningsområdet består mestadels av skog (68 procent). Avrinningsområdet har 0,29 kvadratkilometer vattenytor vilket ger det en sjöprocent på 23,1 procent.